# Claude F.A. Schaeffer
Claude F.A. Schaeffer, Claude Frédéric-Armand Schaeffer, född 1898, död 1982. Fransk arkeolog som ledde de franska utgrävningarna vid Ugarit 1929, som ledde till upptäckten av ugaritisk litteratur.